# Jason Joseph
Jason Joseph, né le 11 octobre 1998 à Bâle, est un athlète suisse spécialiste des courses de haies, champion d'Europe en salle du 60 mètres haies en 2023.

## Biographie

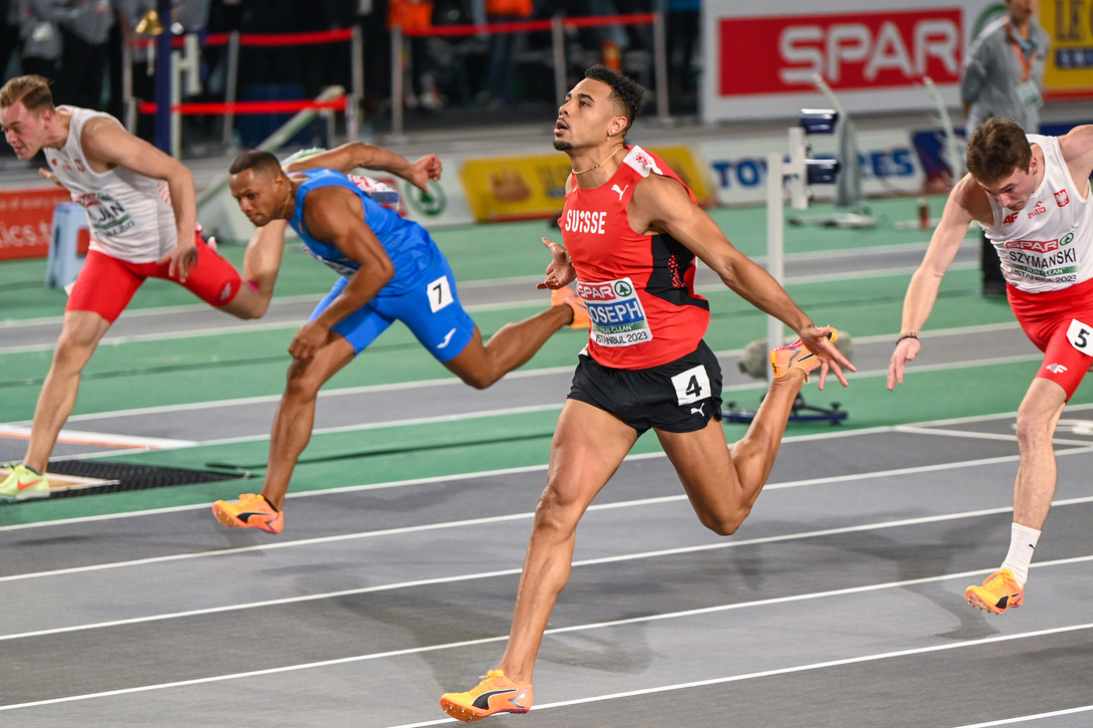
Jason Joseph lors de sa victoire aux championnats d'Europe en salle 2023 à Istanbul.

Il se révèle en 2017 en remportant le titre du 110 mètres haies des championnats d'Europe juniors, à Grosseto. Deux ans plus tard, en 2019, il est sacré champion d'Europe espoir à Gävle en Suède, et décroche par ailleurs son premier titre national sur 110 m haies à Bâle. Lors du 110 m haies des championnats du monde 2019, à Doha, il établit un nouveau record de Suisse en séries en 13 s 39 mais est éliminé par la suite en demi-finales (13 s 54).
Le 24 juillet 2020, il abaisse son propre record national à 13 s 34 lors du Meeting Citius Champs. Il l'améliore en 13 s 29 lors des séries des championnats suisses à Bâle puis confirme en décrochant le titre lors de la finale.
Le 14 août 2021 à La Chaux-de-Fonds, il porte le record de Suisse à 13 s 12. Il participe à ses premiers Jeux olympiques, à Tokyo, où il atteint les demi-finales de l'épreuve du 110 m haies.
Vainqueur en 2022 de son quatrième titre consécutif de champion de Suisse du 110 m haies, il est éliminé en demi-finale de championnats du monde 2022 à Eugene. Un mois plus tard à Munich, il participe à la finale des championnats d'Europe et  termine au pied du podium en 13 s 35, échouant à 2/100e de seconde seulement de la médaille de bronze.
Il remporte son premier titre international majeur le 5 mars 2023 à Istanbul à l'occasion des championnats d'Europe en salle en s'imposant en finale du 60 m haies en 7 s 41, nouveau record de Suisse, devant le Polonais Jakub Szymański et le Français Just Kwaou-Mathey. Le 2 juin 2023 au meeting Golden Gala de Florence, il porte son record de Suisse du 110 m haies à 13 s 10.

## Palmarès

### International
| Date | Compétition                    | Lieu     | Résultat | Épreuve     | Temps   |
| ---- | ------------------------------ | -------- | -------- | ----------- | ------- |
| 2017 | Championnats d'Europe juniors  | Grosseto | 1er      | 110 m haies | 13 s 41 |
| 2019 | Championnats d'Europe espoirs  | Gävle    | 1er      | 110 m haies | 13 s 45 |
| 2022 | Championnats d'Europe          | Munich   | 4e       | 110 m haies | 13 s 35 |
| 2023 | Championnats d'Europe en salle | Istanbul | 1er      | 60 m haies  | 7 s 41  |
| 2023 | Jeux européens                 | Chorzów  | 1er      | 110 m haies | 13 s 12 |
| 2023 | Championnats du monde          | Budapest | 7e       | 110 m haies | 13 s 28 |
| 2024 | Championnats d'Europe          | Rome     | 3e       | 110 m haies | 13 s 43 |

### National
- Championnats de Suisse d'athlétisme :
  - 110 m haies : vainqueur en 2019, 2020, 2021, 2022, 2023, 2024
- Championnats de Suisse d'athlétisme en salle :
  - 60 m haies : vainqueur en 2017, 2018, 2019, 2020, 2023, 2024

## Records
| Épreuve          | Temps        | Lieu         | Date                              |
| ---------------- | ------------ | ------------ | --------------------------------- |
| 60 mètres haies  | 7 s 41 (NR)  | Istanbul     | 5 mars 2023                       |
| 110 mètres haies | 13 s 07 (NR) | Bâle Lucerne | 10 septembre 2023 15 juillet 2025 |